# مایکل داگلاس
مایکِل کِرک داگلاس (انگلیسی: Michael Kirk Douglas؛ زادهٔ ۲۵ سپتامبر ۱۹۴۴) بازیگر و تهیه‌کنندهٔ آمریکایی است. او جوایز گوناگونی از جمله دو جایزهٔ اسکار، پنج جایزهٔ گلدن گلوب و یک جایزهٔ امی ساعات پربیننده کسب کرده است. به او افتخاراتی مانند جایزهٔ گلدن گلوب سیسیل بی. دمیل و جایزهٔ یک عمر دستاورد هنری بنیاد فیلم آمریکا اهدا شده است.
او فرزند ارشد بازیگران آمریکایی کرک داگلاس و دایانا داگلاس است. داگلاس در دانشگاه کالیفرنیا، سانتا باربارا مشغول به تحصیل بود و در آن‌جا مدرک لیسانس هنر گرفت. او برای بازی در مجموعهٔ تلویزیونی خیابان‌های سان‌فرانسیسکو از شبکهٔ ای‌بی‌سی به شهرت رسید و برای این نقش سه بار متوالی نامزد دریافت جایزهٔ امی شد. او در سال ۱۹۷۵ از تهیه‌کنندگان درام کمدی دیوانه از قفس پرید بود که مورد تحسین منتقدان قرار گرفت و داگلاس به عنوان یکی از تهیه‌کنندگان آن برندهٔ جایزهٔ  اسکار بهترین فیلم شد. او مجموعهٔ خیابان‌های سان‌فرانسیسکو را در سال ۱۹۷۶ ترک کرد و تهیه‌کنندهٔ فیلم‌هایی از جمله تریلر سندرم چین (۱۹۷۹) و عاشقانهٔ کمدی عشق‌بازی با سنگ (۱۹۸۴) بود. او در عشق‌بازی با سنگ ایفای نقش کرد و برای تهیه‌کنندگی آن برندهٔ جایزهٔ گلدن گلوب بهترین فیلم شد. او سال بعد در دنبالهٔ آن، جواهر نیل، نقش خود را تکرار کرد و در موزیکال گروه سرود (۱۹۸۵) و تریلر روان‌شناختی جذابیت مرگبار (۱۹۸۷) حضور یافت.
داگلاس برای به تصویر کشیدن گوردن گکو در درام وال استریت (۱۹۸۷) برندهٔ جایزهٔ  اسکار بهترین بازیگر مرد شد. او این نقش را در وال استریت: پول هرگز نمی‌خوابد (۲۰۱۰) بازآفرینی کرد. نقش‌های بعدی داگلاس شامل جنگ رزها (۱۹۸۹)، غریزه اصلی (۱۹۹۲)، فروپاشی (۱۹۹۳)، رئیس‌جمهور آمریکا (۱۹۹۵)، بازی (۱۹۹۷)، قاچاق (۲۰۰۰) و پسران شگفت‌انگیز (۲۰۰۰) می‌شود. او در سال ۲۰۱۳ برای به تصویر کشیدن لیبراچی در فیلم پشت چلچراغ از شبکهٔ اچ‌بی‌او توانست یک جایزهٔ امی ساعات پربیننده کسب کند. همچنین برای ایفای نقش در مجموعهٔ کمدی روش کامینسکی (۲۰۱۸–۲۰۲۱) برندهٔ یک جایزهٔ گلدن گلوب شد. او نقش هنک پیم را در چند فیلم ابرقهرمانی دنیای سینمایی مارول از جمله مرد مورچه‌ای (۲۰۱۵) و مرد مورچه‌ای و زنبورک (۲۰۱۸) ایفا کرده است. داگلاس با بازیگر کاترین زیتا جونز ازدواج کرده و سه فرزند دارد که یکی از رابطهٔ قبلی‌اش است.

## زندگی
مایکل کرک دمسکی (مایکل داگلاس)، پسر کرک داگلاس، بازیگر نامدار دهه‌های پیشینِ سینمای آمریکا است. او در دانشگاه کالیفرنیا، سانتا باربارا در رشتهٔ هنرهای دراماتیک درس خوانده است.
در مجموعهٔ تلویزیونی خیابان‌های سانفرانسیسکو از ۱۹۷۲ تا ۱۹۷۶ بازی کرد. با فیلم در جستجوی الماس سبز در سینما درخشید. در ۱۹۷۵ برای تهیه‌کنندگی فیلم دیوانه از قفس پرید برندهٔ جایزهٔ اسکار بهترین فیلم شد.
در ۱۹۸۸ برای بازی در فیلم وال‌استریت بار دیگر برندهٔ جایزهٔ اسکار شد.
در سال ۱۹۷۷ با دیاندارا لاکر ازدواج کرد. از این ازدواج پسری به‌دنیا آمد به نام کامرون. در سال ۲۰۰۰، پس از جدا شدن از دیاندارا، با کاترین زتا جونز ازدواج کرد.
در تاریخ ۱۶ اوت ۲۰۱۰ اعلام شد که داگلاس به سرطان گلو مبتلا شده و تحت شیمی‌درمانی و پرتودرمانی قرار گرفته است. او بعداً در گفتگویی اعلام کرد «بدون آنکه وارد جزئیات بشوم، ویروس پاپیلوما باعث این نوع خاص سرطان می‌شود و این ویروس از راه سکس دهانی منتقل می‌شود.»
در سال ۲۰۱۳ مایکل داگلاس و کاترین زتا جونز تصمیم گرفتند پس از ۱۳ سال ازدواج «برای مدتی از یکدیگر جدا زندگی کنند» تا دربارهٔ زندگی مشترکشان تصمیم بگیرند.
در ۱ نوامبر ۲۰۱۳ گزارش شد که این زوج آشتی کردند و زتاجونز به آپارتمان خود در نیویورک نقل مکان کرد

## فیلم‌شناسی

### فیلم
| سال  | عنوان                                 | نقش                   | توضیحات              | منابع         |
| ---- | ------------------------------------- | --------------------- | -------------------- | ------------- |
| ۱۹۶۹ | سلام، قهرمان!                         | کارل دیکسون           |                      | [ ۷ ]         |
| ۱۹۷۱ | سامرتری                               | جری                   |                      | [ ۸ ]         |
| ۱۹۷۲ | ناپلئون و سامانتا                     | دنی                   |                      | [ ۹ ]         |
| ۱۹۷۵ | دیوانه از قفس پرید                    | —                     | فقط تهیه‌کننده        | [ ۱۰ ] [ ۱۱ ] |
| ۱۹۷۸ | کما                                   | دکتر مارک بلوز        |                      | [ ۱۲ ]        |
| ۱۹۷۹ | دو                                    | مایکل آندروپلیس       |                      | [ ۱۳ ]        |
| ۱۹۸۴ | عشق‌بازی با سنگ                        | جک کولتون             | همچنین تهیه‌کننده     | [ ۱۴ ] [ ۱۵ ] |
| ۱۹۸۴ | آدم‌فضایی                              | —                     | فقط تهیه‌کننده اجرایی | [ ۱۱ ]        |
| ۱۹۸۵ | گروه سرود                             | زک                    |                      | [ ۱۶ ]        |
| ۱۹۸۷ | جذابیت مرگبار                         | دن گالاگر             |                      | [ ۱۷ ]        |
| ۱۹۸۷ | وال استریت                            | گوردن گکو             |                      | [ ۱۸ ]        |
| ۱۹۸۹ | باران سیاه                            | نیک کانکلین           |                      | [ ۱۹ ]        |
| ۱۹۹۰ | مرگ‌بازان                              | —                     | فقط تهیه‌کننده        | [ ۲۰ ]        |
| ۱۹۹۱ | ضربه دوجانبه                          | —                     | فقط تهیه‌کننده        | [ ۲۱ ]        |
| ۱۹۹۱ | چشمان یک فرشته                        | —                     | فقط تهیه‌کننده اجرایی | [ ۲۲ ]        |
| ۱۹۹۲ | در امتداد درخشش                       | اد لیلند              |                      | [ ۲۳ ]        |
| ۱۹۹۲ | غریزه اصلی                            | کارآگاه نیک کوران     |                      | [ ۲۴ ]        |
| ۱۹۹۳ | فروپاشی                               | ویلیام "دی-فنز" فاستر |                      | [ ۲۵ ]        |
| ۱۹۹۳ | ساخت آمریکا                           | —                     | فقط تهیه‌کننده        | [ ۲۶ ]        |
| ۱۹۹۴ | افشاگری                               | تام سندرز             |                      | [ ۲۷ ]        |
| ۱۹۹۷ | تغییر چهره                            | —                     | فقط تهیه‌کننده اجرایی | [ ۱۱ ]        |
| ۱۹۹۷ | بازی (فیلم ۱۹۹۷)                      | نیکلاس ون اورتون      |                      |               |
| ۱۹۹۷ | دلال بیمه                             | —                     | فقط تهیه‌کننده        | [ ۲۸ ]        |
| ۲۰۰۰ | پسران شگفت‌انگیز                       | پروفسور گریدی تریپ    |                      | [ ۲۹ ]        |
| ۲۰۰۰ | قاچاق                                 | رابرت ویکفیلد         |                      | [ ۳۰ ]        |
| ۲۰۰۱ | یک شب در مک‌کول                        | آقای برمیستر          | همچنین تهیه‌کننده     | [ ۳۱ ]        |
| ۲۰۰۱ | هیچی نگو                              | ناتان کنراد           |                      | [ ۳۲ ]        |
| ۲۰۰۳ | خصلت خانوادگی                         | الکس گرومبرگ          | همچنین تهیه‌کننده     | [ ۳۳ ]        |
| ۲۰۰۶ | شما، من و دوپری                       | آقای تامپسون          |                      | [ ۳۴ ]        |
| ۲۰۰۷ | سلطان کالیفرنیا                       | چارلی                 |                      | [ ۳۵ ]        |
| ۲۰۰۹ | ارواح دوست‌دخترهای سابق                | وین مید               |                      | [ ۳۶ ]        |
| ۲۰۰۹ | فراتر از یک شک معقول                  | مارک هانتر            |                      | [ ۳۷ ]        |
| ۲۰۰۹ | مرد منزوی                             | بن کالمن              |                      | [ ۳۸ ]        |
| ۲۰۱۰ | وال استریت: پول هرگز نمی‌خوابد         | گوردن گکو             |                      | [ ۱۸ ]        |
| ۲۰۱۱ | بی‌استفاده                             | الکس کوبلنز           |                      | [ ۳۹ ]        |
| ۲۰۱۳ | آخرین وگاس                            | بیلی گرسون            |                      | [ ۴۰ ]        |
| ۲۰۱۴ | این نیز بگذرد                         | اورن لیتل             |                      | [ ۴۱ ]        |
| ۲۰۱۴ | دور از دسترس                          | جان مادک              | همچنین تهیه‌کننده     | [ ۴۲ ]        |
| ۲۰۱۵ | مرد مورچه‌ای                           | هنک پیم               |                      | [ ۴۳ ]        |
| ۲۰۱۷ | بازشده                                | اریک لاش              |                      | [ ۴۴ ]        |
| ۲۰۱۷ | مرگ‌بازان                              | —                     | فقط تهیه‌کننده        | [ ۴۵ ]        |
| ۲۰۱۸ | دنیای حیوانات                         | اندرسون               |                      |               |
| ۲۰۱۸ | ما همیشه در قلعه زندگی می‌کردیم        | —                     | فقط تهیه‌کننده        | [ ۴۶ ]        |
| ۲۰۱۸ | مرد مورچه‌ای و زنبورک                  | هنک پیم               |                      | [ ۴۷ ]        |
| ۲۰۱۹ | انتقام‌جویان: پایان بازی               | هنک پیم               |                      | [ ۴۸ ]        |
| ۲۰۲۳ | مرد مورچه‌ای و زنبورک: شیدایی کوانتومی | هنک پیم               |                      | [ ۴۹ ]        |

### تلویزیون
| سال(ها)   | عنوان                  | نقش                      | توضیحات          | منابع         |
| --------- | ---------------------- | ------------------------ | ---------------- | ------------- |
| ۱۹۷۲–۱۹۷۶ | خیابان‌های سان‌فرانسیسکو | بازرس استیو کلر          |                  | [ ۵۰ ] [ ۵۱ ] |
| ۱۹۸۴      | پخش زنده شنبه شب       | خودش                     |                  | [ ۵۲ ]        |
| ۱۹۹۰      | ویژه روز زمین          | خودش                     |                  | [ ۵۳ ]        |
| ۲۰۰۲      | ویل و گریس             | کارآگاه گاوین هچ         | یک قسمت          | [ ۵۴ ]        |
| ۲۰۱۱      | فینیس و فرب            |                          |                  | [ ۵۵ ]        |
| ۲۰۱۳      | پشت چلچراغ             | لیبراچی                  | فیلم تلویزیونی   | [ ۵۶ ]        |
| ۲۰۱۸–۲۰۲۱ | روش کامینسکی           | سندی کامینسکی            |                  | [ ۵۷ ]        |
| ۲۰۲۰      | رچد                    | –                        | تهیه‌کنندهٔ اجرایی | [ ۵۸ ]        |
| ۲۰۲۱      | چه می‌شود اگر… ؟        | هنک پیم / ژاکت زرد (صدا) | یک قسمت          | [ ۵۹ ]        |
| TBA       | فرانکلین               | بنجامین فرانکلین         |                  | [ ۶۰ ]        |

## بخشی از جوایز و افتخارات
- دو جایزهٔ اسکار در مقام تهیه‌کنندهٔ فیلم پرواز بر فراز آشیانهٔ فاخته و بازیگر فیلم وال‌استریت دریافت کرده است
- کاندیدای بفتای بهترین بازیگر نقش اول مرد برای فیلم پسران شگفت‌انگیز در سال ۲۰۰۰